# Kanton Saint-Cyr-l’École
Der Kanton Saint-Cyr-l’École ist seit 1976 ein französischer Wahlkreis in den Arrondissements Saint-Germain-en-Laye und Versailles im Département Yvelines und in der Region Île-de-France; sein Hauptort ist Saint-Cyr-l’École.

## Gemeinden
Der Kanton besteht aus sechs Gemeinden mit insgesamt 63.732 Einwohnern (Stand: 1. Januar 2022) auf einer Gesamtfläche von 34,57 km²:
| Gemeinde                 | Einwohner 1. Januar 2022 | Fläche km² | Dichte Einw./km² | Code INSEE | Postleitzahl | Arrondissement        |
| ------------------------ | ------------------------ | ---------- | ---------------- | ---------- | ------------ | --------------------- |
| Bois-d’Arcy              | 16.225                   | 5,48       | 2.961            | 78073      | 78390        | Versailles            |
| Chavenay                 | 1.741                    | 6,03       | 289              | 78152      | 78450        | Saint-Germain-en-Laye |
| Fontenay-le-Fleury       | 13.640                   | 5,43       | 2.512            | 78242      | 78330        | Versailles            |
| Rennemoulin              | 107                      | 2,22       | 48               | 78518      | 78590        | Versailles            |
| Saint-Cyr-l’École        | 20.451                   | 5,01       | 4.082            | 78545      | 78125        | Versailles            |
| Villepreux               | 11.568                   | 10,40      | 1.112            | 78674      | 78450        | Versailles            |
| Kanton Saint-Cyr-l’École | 63.732                   | 34,57      | 1.844            | 7815       | –            | –                     |

Bis zur Neuordnung bestand der Kanton Saint-Cyr-l’École aus den 3 Gemeinden Bois-d’Arcy, Fontenay-le-Fleury und Saint-Cyr-l’École. Sein Zuschnitt entsprach einer Fläche von 15,92 km2.

## Bevölkerungsentwicklung
| 1962   | 1968   | 1975   | 1982   | 1990   | 1999   | 2006   |
| ------ | ------ | ------ | ------ | ------ | ------ | ------ |
| 15 378 | 34 802 | 41 047 | 39 666 | 40 718 | 39 212 | 41 937 |